# ショーン・オヘア
ショーン・オヘア（Sean O'Haire、本名：Sean Christopher Haire、1971年2月25日 - 2014年9月8日）は、アメリカ合衆国のプロレスラー、総合格闘家。サウスカロライナ州ヒルトンヘッド出身。

## 来歴
10歳の頃から格闘技のトレーニングを始める。ムエタイをバックボーンに、キックボクシングの大会にも出場、11戦10勝1敗の戦歴を挙げるなど活躍した。

### WCW
1999年、WCWのパワープラントに入る。ポール・オーンドーフのトレーニングを受け、2000年6月にデビュー。同じくパワープラントで一緒に練習していたマーク・ジンドラックとのコンビでタッグ王座を奪取するなど、期待のルーキーとして売り出される。その後同世代のチャック・パルンボらとルーキー集団「ナチュラル・ボーン・スリラーズ（NBT）」を結成し、エースとして活躍。パルンボとのコンビでもタッグ王座を獲得した。

### WWF / WWE
2001年のWCW崩壊後はWWFと契約し、WCW/ECW連合軍（アライアンス）の一員として登場。WCW時代からの盟友パルンボとのタッグでAPAらと抗争する。しかし、ファームで再調整したいというオヘア自身の希望もあってタッグは解消し、WWEの下部組織OVWにて活動をすることになった。
2003年1月から黒スーツ姿の悪魔の代弁者ギミックで登場。"I'm not telling you anything you don't already know"（『俺が言うまでもないだろ?』）などの決め台詞をプロモで煽っていたが、ギミックをあまりうまく活かせず、ブライアン・ケンドリックとドーン・マリーにストリップを促した程度である。その後はWWFレジェンドのロディ・パイパーをマネージャーにスマックダウンで活動したが、現役時代の薬物使用が発覚してパイパーが離脱。以降は出番をなくし、2004年4月に解雇された。ちなみに、当時のヴェロシティにてトライアウト時代のケン・ケネディと試合を行っている。
5月には新日本プロレスなどにも参戦したが、突如プロレスを批判するようなコメントを発し、総合格闘技への転身を告白する。

### K-1・総合格闘技
UPWシャークタンクジム/バラーファイティングに所属し、ゲーリー・グッドリッジやマイティ・モーらとのスパーリングで総合格闘技のトレーニングに励む。
2004年11月に「Rumble on the Rock」に出場。総合格闘技ルールの試合で大山峻護と対戦し、パンチラッシュでTKO勝ちを収めた。
2004年12月31日、K-1 PREMIUM 2004 Dynamite!!にて武蔵とK-1ルールで対戦。2Rに左ハイキックでKO負けを喫した。
2005年4月30日、K-1 WORLD GP 2005 in LAS VEGASにてゲーリー・グッドリッジとK-1ルールで対戦。1R55秒、右アッパーでTKO負け。
2005年11月5日、HERO'S 2005 in SEOULでキム・ミンスと対戦し、フロントチョークで一本負け。
2006年4月29日、K-1 WORLD GP 2006 in LAS VEGASでハリッド"ディ・ファウスト"とK-1ルールで対戦。1R23秒、右アッパーでKO負け。
2006年10月21日、PRIDE初参戦となったPRIDE.32でバタービーンと対戦し、1R29秒、右フック連打でTKO負け。
2007年4月に起こした暴行事件で重傷を負ったが、同年8月17日にGFC（グローバル・ファイティング・チャンピオンシップ）にてマーク・ケアーとの対戦が発表された。しかし試合当日のメディカルテストにて、GFCに参戦する半数の選手がテストをパスできずに、試合開始1時間前に大会自体が中止になってしまった。オヘア自身には問題なかった模様である。

### 第二の人生
格闘技からは身を引き、ボディーガードの職に就くが2009年5月、交際していた女性とのトラブルにより暴力事件を起こして逮捕された。また、2011年11月にはジョージア州サバンナにて再び暴行で逮捕・起訴されるという問題を起こした。
2012年、ヘアアーティストに転身し、プロになることを目指していた。
2014年9月9日、サウスカロライナ州スパータンバーグの自宅の寝室にて、寝台柱に結んだ赤いロープで首を吊って自殺した。享年43歳。

## 戦績

### 総合格闘技
| 総合格闘技 戦績 | 総合格闘技 戦績 | 総合格闘技 戦績 | 総合格闘技 戦績 | 総合格闘技 戦績 | 総合格闘技 戦績 | 総合格闘技 戦績 |
| --------------- | --------------- | --------------- | --------------- | --------------- | --------------- | --------------- |
| 5 試合          | (T)KO           | 一本            | 判定            | その他          | 引き分け        | 無効試合        |
| 3 勝            | 3               | 0               | 0               | 0               | 0               | 0               |
| 2 敗            | 1               | 1               | 0               | 0               | 0               | 0               |

| 勝敗 | 対戦相手               | 試合結果                          | 大会名                                     | 開催年月日     |
| ○    | フランキー・パークマン | 1R 1:04 KO                        | Champions Quest: Fighting Challenge        | 2007年12月7日  |
| ○    | ダレル・ウッド         | 1R 0:39 KO（パンチ連打）          | Champion Fight Promotions: Savannah Fights | 2007年9月29日  |
| ×    | バタービーン           | 1R 0:29 TKO（スタンドパンチ連打） | PRIDE.32 "THE REAL DEAL"                   | 2006年10月21日 |
| ×    | キム・ミンス           | 1R 4:46 フロントチョーク          | HERO'S 2005 in SEOUL                       | 2005年11月5日  |
| ○    | 大山峻護               | 1R 0:31 TKO（スタンドパンチ連打） | Rumble on the Rock 6                       | 2004年11月20日 |

### キックボクシング
| キックボクシング 戦績 | キックボクシング 戦績 | キックボクシング 戦績 | キックボクシング 戦績 | キックボクシング 戦績 | キックボクシング 戦績 | キックボクシング 戦績 |
| --------------------- | --------------------- | --------------------- | --------------------- | --------------------- | --------------------- | --------------------- |
| 3 試合                | (T)KO                 | 判定                  | その他                | 引き分け              | 無効試合              |                       |
| 0 勝                  | 0                     | 0                     | 0                     | 0                     | 0                     |                       |
| 3 敗                  | 3                     | 0                     | 0                     | 0                     | 0                     |                       |

| 勝敗 | 対戦相手                   | 試合結果                   | 大会名                                          | 開催年月日     |
| ×    | ハリッド"ディ・ファウスト" | 1R 0:23 KO（右アッパー）   | K-1 WORLD GP 2006 in LAS VEGAS 【USA GP 1回戦】 | 2006年4月29日  |
| ×    | ゲーリー・グッドリッジ     | 1R 0:55 KO（右アッパー）   | K-1 WORLD GP 2005 in LAS VEGAS 【USA GP 1回戦】 | 2005年4月30日  |
| ×    | 武蔵                       | 2R 0:44 KO（左ハイキック） | K-1 PREMIUM 2004 Dynamite!!                     | 2004年12月31日 |

## プロレスの得意技
ショーントーンボム
フィニッシャー。セントーン・ボム
ウィドウ・メーカー
リバース・デスバレーボム。クルーアル・インテンションズ、プロフェシーという旧名があり、通常のデスバレーボムとは逆に、相手の足側から落とす。

## 獲得タイトル
- WCW世界タッグ王座 : 3回

w / マーク・ジンドラック : 2回
w / チャック・パルンボ : 1回

## 人物
素行不良で知られており、様々なトラブルを起こしている。本人自身も、インタビュー内で小さい頃から地下ファイトで暴れていたことや、バーに行くとケンカをしたくなる、などのコメントを発している。
- 2004年7月、クラブで女性を殴る蹴るなどの暴行殴打事件を起こし訴えられる。
- 2007年4月、フロリダ州のバーで一般客と口論になり喧嘩するという事件を起こす。オヘアから仕掛けたことが目撃者の証言から明らかになっており、その喧嘩が原因で頭蓋骨骨折と左目に大怪我を負った。

その甘いルックスからWCWの時から女性の人気が非常に高かった。日本公演でも、ヒールでありながら黄色い声援が送られていたほどである。